# 평화민주당
평화민주당(平和民主黨, 약칭 평민당)은 1987년부터 1991년까지 존재한 대한민국의 민주당계 정당이다.

## 내력
통일민주당에 참여했던 동교동계 인사들이 탈당해 1987년 11월 12일 김대중을 총재 및 대선 후보로 추대함과 동시에 평화민주당을 창당하였다.
1987년 12월 16일의 제13대 대선에서 김대중은 3위에 그쳤고, 야권분열을 성토한 장기욱, 류제연, 김현수 의원의 통일민주당 복당으로 위기에 빠졌으나, 여성운동가 박영숙을 총재권한대행으로 영입하면서 전열을 정비해 제13대 총선에서는 지역구 54석에 전국구 16석을 합친 70석을 차지하여 통일민주당을 제치고 제1야당으로 급부상하였다.
당시 평민당은 전남 신안군을 제외한 호남 전 지역을 독식했을 뿐만 아니라 서울에서 무려 17석을 얻고 경기도에서도 2석을 차지하는 선전을 펼쳐 전국 득표수에서는 3위였지만 의석수에서는 민주정의당에 이어 2위로 올라설 수 있었다.
이후 신민주공화당, 통일민주당 등과 함께 국가보안법 대체입법안, 5.18 진상조사 등 민주화 관련 법안에서 공조하기도 하였다. 신민주공화당과 통일민주당이 3당 합당에 동조한 이후 평화민주당은 이우정, 신계륜, 장영달 등의 재야운동가를 영입한 뒤 1991년 4월 15일에 신민주연합당(新民主聯合黨, 약칭 신민당)으로 당명을 변경하였다.
김대중 본인은 미국 민주당을 롤 모델로 중도좌파와 중도우파가 모두 참여하는 중도, 온건개혁주의 정당을 표방, 이후 1991년 9월 16일에 3당합당에 반대한 통일민주당 출신 인사들이 주축이 된 일명 꼬마민주당과 합당하여 민주당으로 새롭게 탄생하였다.
2010년, 평화민주당에서 활동했던 한화갑이 다시 평화민주당을 만들었으나 2012년에 소멸하였다.

## 역대 총재
| 대수   | 역대 대표 | 직함           | 임기                               |
| ------ | --------- | -------------- | ---------------------------------- |
| 1      | 김대중    | 총재           | 1987년 11월 12일 ~ 1988년 3월 17일 |
| (임시) | 박영숙    | 비상대책위원장 | 1988년 3월 17일 ~ 1988년 5월 6일   |
| 2      | 김대중    | 총재           | 1988년 5월 7일 ~ 1990년 7월 26일   |
| 3      | 김대중    | 총재           | 1990년 7월 27일 ~ 1991년 4월 15일  |
| 4      | 김대중    | 총재           | 1991년 4월 15일 ~ 1991년 9월 14일  |

## 역대 선거 결과

### 대통령 선거
| 연도   | 선거   | 후보자 | 득표        | 득표율          | 결과 | 당락 |
| ------ | ------ | ------ | ----------- | --------------- | ---- | ---- |
| 1987년 | 13대   | 김대중 | 6,113,375표 | \| \| 27.04% \| | 3위  | 낙선 |
|        | 27.04% |        |             |                 |      |      |

### 국회의원 선거
|  | 24.11% |

|  | 19.3% |

|  | 23.41% |

### 지방선거
| 연도   | 선거   | 광역단체장 | 광역단체장 | 기초단체장 | 기초단체장 | 광역의원 | 광역의원        | 기초의원 | 기초의원 |
| 연도   | 선거   | 당선       | 당선비율   | 당선       | 당선비율   | 당선     | 당선비율        | 당선     | 당선비율 |
| ------ | ------ | ---------- | ---------- | ---------- | ---------- | -------- | --------------- | -------- | -------- |
| 1991년 | -      |            |            |            |            | 165/866  | \| \| 19.05% \| |          |          |
|        | 19.05% |            |            |            |            |          |                 |          |          |

## 역대 전당대회
1987년 11월 12일 평화민주당 창당대회
- 당헌 채택
- 정강정책 채택
- 총재에 김대중 창당준비위원장 추대
- 부총재단 인준
- 대한민국 제13대 대통령 선거 후보로 김대중 총재 추대
- 군사정권 종식, 조국통일, 국민화해 결의

1988년 3월 3일 평화민주당 임시 전당대회
- 야권통합 신설합당 수임기구 구성 결의

1988년 5월 7일 평화민주당 임시 전당대회
- 단일지도체제 당헌 채택
- 총재에 김대중 전 총재 추대
- 부총재단 인준

1990년 7월 27일 평화민주당 정기 전당대회
- 김대중 총재 재신임
- 야권통합 수임기구 구성 결의

1991년 4월 15일 신민주연합당 전당대회
- 신민주연합당으로 당명 변경
- 총재에 김대중 선출
- 최고위원 선출

1991년 9월 14일 신민주연합당 임시 전당대회
- 꼬마민주당과의 합당 결의

## 같이 보기
- 통일민주당
- 더불어민주당
- 민주통합당
- 새천년민주당
- 새정치국민회의